# Tuba (hangszer)
A tuba a tölcséres fúvókájú, más néven rézfúvós hangszerek közül a legmélyebb hangú, a modern szimfonikus zenekarok egyik legfrissebb tagja. A 19. század közepén jelent meg. Három – hat szelepe van, kónikus, azaz növekvő keresztmetszetű furattal rendelkezik.

## Leírása
A tuba egy hosszú, többszörösen meghajlított csőből áll, melynek egyik végén csésze alakú fúvóka helyezkedik el, a másik vége tölcsérszerűen kiszélesedik. Furata az összes rézfúvós hangszer közül a legtágabb, szinte egész hosszában növekvő keresztmetszetű, kónikus, ami a legmélyebb hangok megszólaltatásának kedvez. Három – hat szelepe a többi szelepes rézfúvós hangszerhez hasonlóan különböző hosszúságú csődarabokat iktat be a csőrezonátorba, ezzel áthangolva azt, hogy minden kromatikus hang tisztán megszólaltatható legyen. Anyaga sárgaréz, vagy más rézötvözet. A tuba formája az ophikleidnek megfelelő, vagyis a tölcsére fölfelé néz, a fúvóka iránya arra merőleges.

## Megszólaltatása
Állva használatkor általában valamilyen akasztékkal a játékosra van erősítve a hangszer, ülve a lába között tartja. A többi tölcséres fúvókájú hangszerhez hasonlóan a tuba elsődleges hangforrása a játékos fúvókához érintett ajkainak rezgése, amely a cső különböző rezonanciáit képes gerjeszteni. A bő menzúra és a hangsúlyosan kúpszerű furat miatt az alaphang is megszólaltatható, a 7. felhangig átfújható.

## Típusai

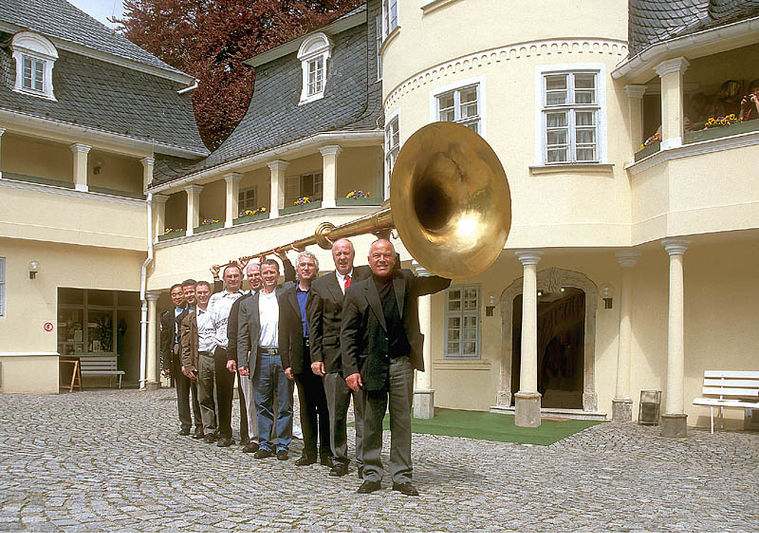
Érdekességként még a markneukircheni hangszermúzeumban található egy ún. egyenestuba, amelynek sok haszna nincsen, igazából azt szemlélteti, hogy ilyen hosszú hangszer lenne a tuba, ha nem lenne meghajtva.

- a kontrabasszustuba C vagy B hangolású
- a basszustuba (a tuba szó alatt általában ezt a hangszert értjük) Esz vagy F hangolású, fúvószenekarban bombardonnak hívják;
- a helikon és a szouszafon a tuba formaváltozatai változatos alaphangolásban;
- a tenortuba, fúvószenekarban eufónium, B alaphanggal, egy oktávval a kontrabasszustuba fölött;
- a Wagner-tuba (Vadászkürttuba): a tenor B, a basszus F hangolású. Nem tartozik szorosan a tubák családjába.

## Szerepe
A tuba feladata a szimfonikus zenekarokban általában a rézfúvós basszus hang biztosítása, annak ellenére, hogy a hangszer sokoldalúsága a vonósok és a fafúvósok megerősítésére és szólókra is alkalmassá tenné.
Általában egyesével szerepeltetik, a rézfúvós együttesekben esetenként két tubát írnak elő, egy Esz és egy B tubát, amelyeket néha meg is dupláznak.

## Története
Már a Római Birodalomban létezett egy tuba nevű hangszer, amely a görög szalpinx rokona volt. Ez bronzból készült, egy-másfél méter hosszú, egyenes, kúpos furattal rendelkező hangszer volt. Nagy súlya miatt a korabeli ábrázolások szerint a játékos egyik kezével a fúvókát szorította ajkaihoz, a feje fölé emelt másikkal egy lánc segítségével a tölcséres végét tartotta.
Ehhez hasonló jelzőhangszer a középkorban is használatban maradt. Általában  állatszarvból készült, és katonák, vadászok, illetve őrök használták. Ebből következik, hogy általában csak egy hangot lehetett vele fújni. Ezekről a bő menzúrájú tubakürtökről az aacheni dóm szószékének egyik fafaragványa (6. század), illetve a canterbury zsoltárkönyv képei (8. század) adnak hiteles forrást.
Az oliphant is hasonló hangszert jelölt, csak elefántcsontból készült Bizáncban, elsősorban nyugati exportra.
Később, a virágzó középkorban a nagyméretű, már fémlemezből kalapált trombiták kapták a tuba, ill. a tubecta neveket.
A mai értelemben vett tuba megszületése végül is Wilhelm Friedrich Wieprecht nevéhez és az 1835-ös évhez fűződik. Mivel a szelepes jelzőkürtök (szárnykürt, tenorkürt) csöve bővebb méretezésű, mint a vadászkürté, de a hangszer alaphangjának megszólaltatásához még így is túl szűk, Wieprecht Berlinben létrehozta a különlegesen nagyméretű, bő menzúrájú basszushangszert, a basszustubát, ahol inkább a magasabb felhangok megszólaltatása okoz problémát. Ez a hangszer szorította ki a szerpenteket, ill. az ophikleideket a használatból.

## Művek tubára

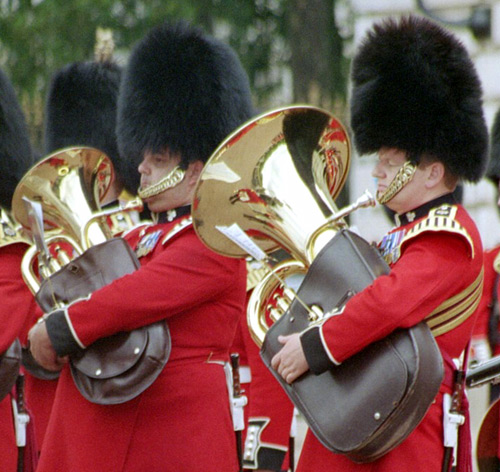
Eufónium és tuba egymás mellett

- Malcom Arnold: Fantasy for Tuba solo
- Crister Danielsson: Capriccio da Camera
- Crister Danielsson: Concertante Suite
- Edward Gregson: Concerto for Tuba and Brass-Band
- Edward Gregson: Alarum for Solo Tuba
- Paul Hindemith: Szonáta basszustubára és zongorára
- Joseph Horovitz: Concerto for Tuba and Brass-Band
- Julius Jacobsen: Tuba buffo, concerto for Tuba
- Julius Jacobsen: Tuba Ballet
- Erland von Koch: Monolog No. 9
- Rodney Newton: Capriccio
- Bo Nilsson: Bass for solo Tuba and Percussion
- Krzysztof Penderecki: Capriccio
- Szentpáli Roland: Tubaverseny
- Alec Wilder: Suite No. 1 for Tuba und Piano (Effie Suite)
- John Williams: Tuba Concerto
- Ralph Vaughan Williams: Concerto for Tuba and Orchestra (f-moll)
- Madarász Iván: Concertuba